# Reginald Hooley
Reginald Walter Hooley (5 septembre 1865 – 5 mai 1923 ) était un homme d'affaires et un paléontologue amateur qui effectuait des collectes sur l'île de Wight. Il est probablement surtout connu pour avoir décrit le dinosaure Iguanodon atherfieldensis, aujourd'hui Mantellisaurus atherfieldensis.

## Biographie
Reginald Hooley est né le 5 septembre 1865 à Southampton, fils de William Hooley, un homme riche. En 1889, R.W. Hooley commença à travailler pour Godrich & Petman, négociants en vin, et devint plus tard directeur général de cette entreprise. Habitant à Portswood (en) (banlieue nonr-nord-est de Southampton), il épousa E. E. Holden en 1912 et s'installa à Winchester. En 1913, il fut élu membre du conseil municipal de Winchester. Hooley fut membre du Hampshire Field Club & Archaeological Society (en) à Winchester à partir de 1890. Il fut l'un des fondateurs de la Société d'histoire naturelle et d'archéologie de l'île de Wight. Il fut conservateur honoraire du musée de Winchester entre 1918 et 1923. Il est décédé le 5 mai 1923 .

## Île de Wight

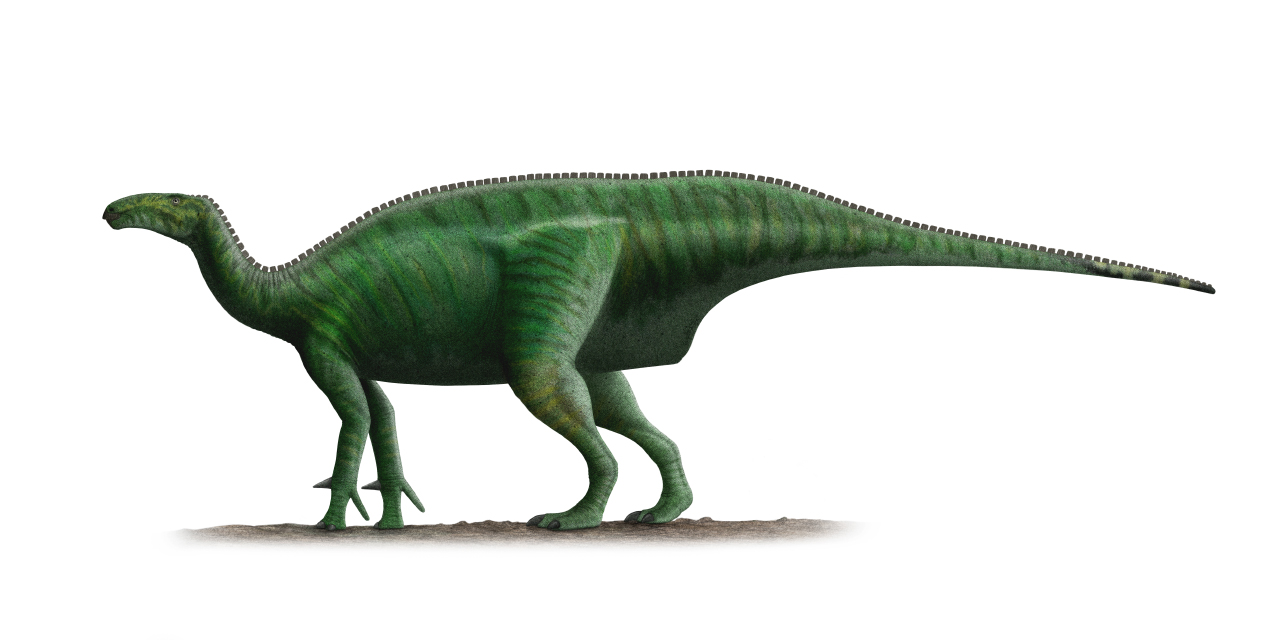
Mantellisaurus atherfieldensis, anciennement Iguanodon atherfieldensis et Dollodon bampingi. Reconstitution à partir d'un squelette (spécimen 1551 de l'IRSNB).

Hooley se rendit régulièrement sur l'île de Wight et y trouva des centaines de fossiles. Ses découvertes les plus célèbres eurent lieu en 1889 et 1914, lorsque deux squelettes d'iguanodontidés furent exposés par l'érosion des falaises. En 1904, les restes d'Ornithodesmus furent découverts par l'effondrement d'une falaise. Plusieurs spécimens fossiles furent inclus dans quatorze articles scientifiques publiés, à partir de 1900. Il décrivit les restes de nombreuses tortues et nomma le dinosaure Iguanodon atherfieldensis et le ptérosaure Ornithodesmus latidens.

## Hommages paléontologiques

### Zoologie

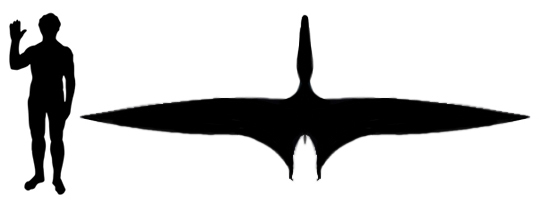
Taille d'Istiodactylus latidens comparée à celle d'un humain. D'après les estimations de taille (4,3 à 5 mètres)

Après la mort de Hooley, l'article nommant Iguanodon atherfieldensis a été publié à titre posthume et la majeure partie de la collection Hooley, soit plus de 1 330 spécimens, a été acquise en 1924 par le British Museum of Natural History qui expose les squelettes d'iguanodontidés dans la salle des dinosaures.
C'est lui qui a nommé en 1913 la famille  des ptérosaures des Scaphognathidae toujours existante avec deux genres.

### Botanique
En 1926, la plante fossile Hooleya (en) a été nommée en son honneur.